# Râul Valea Șesii, Valea Iazului
Râul Valea Șesii este un curs de apă, afluent al râului Valea Iazului. 